# Убивство Дена Макгрю (фільм)
Вбивство Дена МакГрю (англ. The Shooting of Dan McGrew) — американська драма режисера Кларенса Дж. Баджера 1915 року.

## У ролях
- Барбара Ла Марр — леді відомий як Лу Лоррейн
- Лью Коуді — небезпечний Ден МакГрю
- Мей Буш — Фло Дюпонт
- Персі Мармот — Джим, чоловік Лу
- Макс Ешер — Ізадор Берк
- Джордж Сігман — Джейк Хабл
- Нельсон Макдауелл — капітан
- Берт Спротте — бродяга
- Іна Енсон — танцюристка
- Філіпп Де Лесі — Маленький Джим
- Гаррі Лоррейн — актор
- Егіл Ей — Мігель
- Мілла Девенпорт — Мадам Ресольт
- Вільям Юджин — Персер